# Mujaddid
Col termine mujaddid (in arabo مجدد‎?) si indica un "rinnovatore" della religione islamica. 
Secondo la tradizione popolare musulmana, viene attribuito a persone che Allah farebbe nascere ogni secolo per rivivificare l'Islam e riportarlo alla sua primitiva purezza.

Il concetto è basato su un hadith famoso citato da Abu Dawud al-Sijistani: 
Secondo al-Dahabi ed Hajar al-Asqalani, il termine Mujaddid potrebbe anche essere plurale.

## Elenco dei Mujaddid riconosciuti e potenziali
Malgrado non vi sia alcun criterio formale per designare la qualità di Mujaddid, esiste però un riconoscimento sostanziale da parte dei fedeli. Lo Sciismo e i Naqshbandi hanno loro elenchi di Mujaddid.

### I secolo dell'Egira (3 agosto 718)
- Umar ibn Abd al-Aziz (682–720)[10][11]
- Al-Hasan al-Basri (642–728)[12]

### II secolo (10 agosto 815)
- Muhammad ibn Idris al-Shafi'i (767–820)[11][13][14]
- Ahmad ibn Hanbal (780-855)[15]

### III secolo (17 agosto 912)
- Abu al-Hasan al-Ash'ari (874–936)[16]
- Abu Ja'far al-Tahawi (853–933)[17]

### IV secolo (24 agosto 1009)
- Abu Bakr al-Baqillani (950–1013)[11][14]
- Hakim al-Nishaburi (933–1012)[13]
- Ibn Hazm (994–1064)[14]

### V secolo (1º settembre 1106)
- Abu Hamid al-Ghazali (1058–1111)[11][14][18][19][20][21]
- Ahmed al-Rifa'i (1118–1182)[22]

### VI secolo (9 settembre 1203)
- Salauddin Ayyubi (1137–1193)[7]
- Fakhr al-Dīn al-Rāzī (1149–1210)[23]
- Muhammad bin Bakhtiyar Khalji (1206)[24][25]

### VII secolo (5 settembre 1300)
- Ibn Taymiyya[26]

### VIII secolo (23 settembre 1397)
- Ibn Qayyim al-Jawziyya (1292–1350)[27]
- Tamerlano (Timur) (1336–1405)[28]
- Ibn Hajar al-Asqalani (1372–1448)[29]

### IX secolo (1º ottobre 1494)
- Jalaludin Al-Suyuti (1445–1505)[10][30]
- Shah Rukh (1377-1447)[9]
- Mehmet II (1432-1481)[7]

### X secolo (19 ottobre 1591)
- Selim I (1470-1520)[8]
- Solimano il Magnifico (1494-1566)[31]
- Ahmad Sirhindi (1564–1624)[32]
- Abdullah ibn Alawi al-Haddad (1634–1720)[33]

### XI secolo (26 ottobre 1688)
- Muḥammad ibn ʿAbd al-Wahhāb (1634–1720)[33]
- Mahiuddin Aurangzeb Alamgir (1618-1707)[34]

### XII secolo (4 novembre 1785)
- Shah Waliullah Dehlawi (1703–1762)[34]
- Muḥammad ibn ʿAbd al-Wahhāb (1703–1792)[35]
- Murtaḍá al-Zabīdī (1732–1790)[30]
- Shah Abdul Aziz Delhwi (1745–1823)[36]
- Usman Dan Fodio (1754–1817)[37]
- Tipu Sultan (1750–1799)[38]

### XIII secolo (14 novembre 1882)
- Muhammad Abduh (1849–1905)[14]
- Said Nursî (1878–1960)[39]
- Syed Ahmad Khan (1817–1898)[40]
- Mirza Ghulam di Qadian (1835–1908) (solo secondo all'Ahmadia)[41]

### XIV secolo (21 novembre 1979)
- Abu l-A'la Maududi (1903-1979)[42]
- Muhammad Nasiruddin al-Albani (1914-1999)[43]
- Ahmed Didat (1918–2005)[44][45]